# Jardín botánico de Baracaldo
El Jardín Botánico Ramón Rubial de Baracaldo (en euskera: Ramón Rubial-Barakaldo Lorategi Botaniko) es un jardín botánico de una extensión de 65 000 m², que se encuentra en la localidad de Baracaldo, en la comunidad autónoma del País Vasco, España.
Es miembro de la Asociación Ibero-Macaronésica de Jardines Botánicos, y así mismo del BGCI.

## Localización
Se encuentra en la franja verde de parques de Baracaldo (parque de las esculturas)-San Vicente (jardín Botánico), en uno de sus extremos. Esta franja tiene más de 1 km y está situada frente a la avenida Gernikako Arbola. También es visible y accesible desde el MegaPark Barakaldo (barrio Ibarreta-Zuloko).
Planos y vistas satelitales:43°17′50″N 2°59′30″O / 43.29722, -2.99167

## Horario
De abril a septiembre:
10:00-22:00
De octubre a marzo:
10:00-21:00

## Visitas y Actividades
Desde el Departamento de Educación del Ayuntamiento de Barakaldo se promueven distintos programas educativos dirigidos a, tanto a escolares de dentro como de fuera del municipio, a la ciudadanía en general y a grupos organizados.
A lo largo del año se ofrecen visitas guiadas a todas aquellas personas interesadas en conocer el Jardín Botánico Ramón Rubial, todos miércoles (en castellano) y jueves (en euskara) laborables a las 11:30 y algunos fines de semana. 
Su duración es de 1 hora y media y es necesaria la inscripción previa.
Los grupos organizados pueden solicitar día y hora de visita al Jardín Botánico, según disponibilidad.
Las visitas son gratuitas.
Escolares 
Se realizan programas de visita gratuitos al Jardín Botánico Ramón Rubial dirigidos a los centros educativos de Barakaldo, para escolares de 5 años de Infantil, 3.º de Primaria y 4.º de la ESO. Además, durante la Semana de la Ciencia, organizamos charlas-taller para alumnas/os de Bachillerato, en colaboración con UPV-EHU.

## Historia

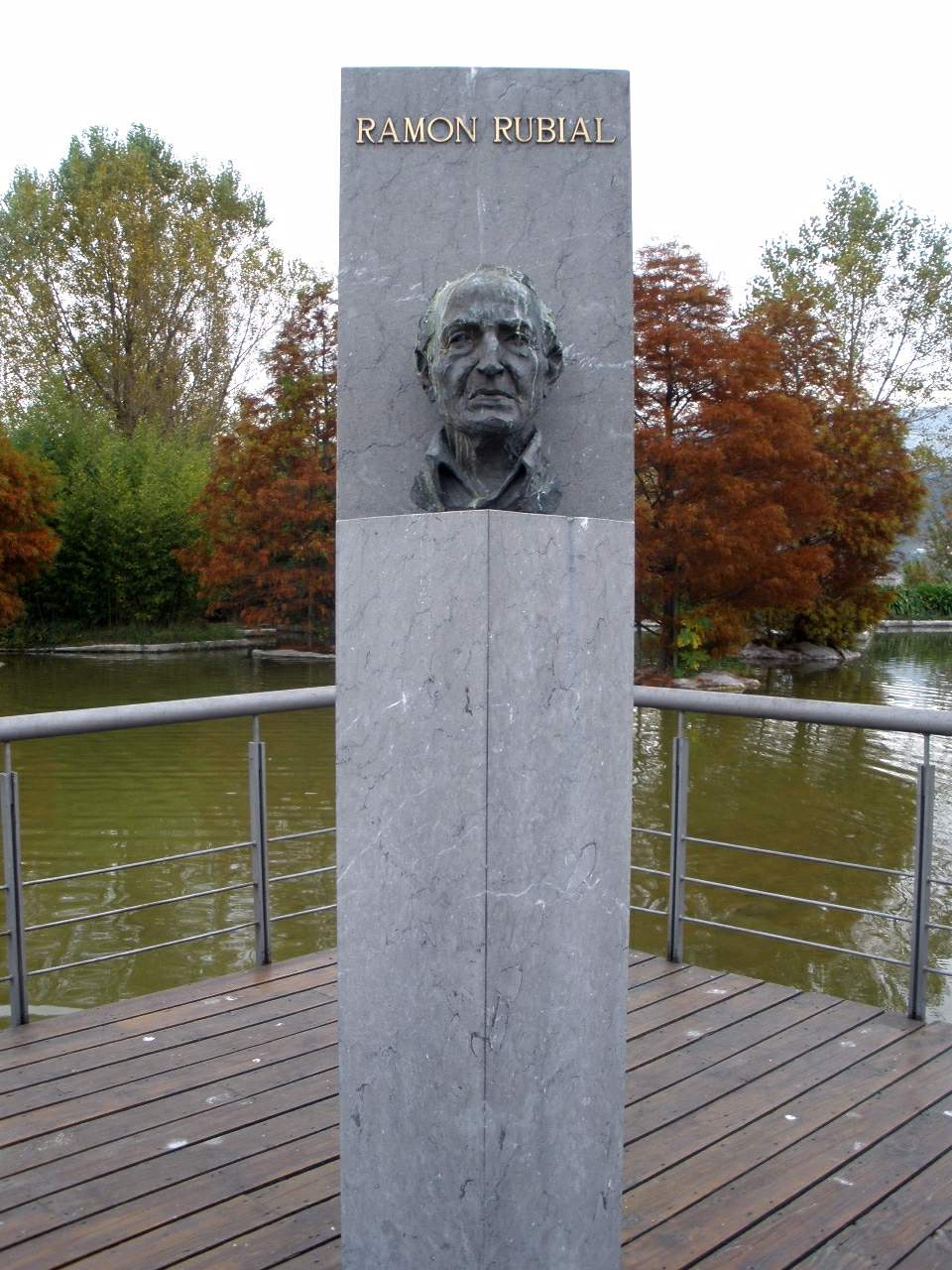
Monumento a Ramón Rubial en el jardín botánico de Baracaldo.

Este jardín botánico está dedicado al político socialista, Ramón Rubial que fue uno de los políticos más importantes del País Vasco.
Inaugurado en el año 2002 y diseñado por los arquitectos Ángel de Diego Rica y Blanca Diez Diez, el Jardín Botánico fue la primera fase del Parque de San Vicente, un ambicioso Parque Urbano, que ha permitido reconvertir un espacio central de la ciudad en el principal pulmón verde de Baracaldo.

## Colecciones
Dispone de una superficie de 65.000 m², de superficie, de los cuales 40.000 son zonas verdes. 

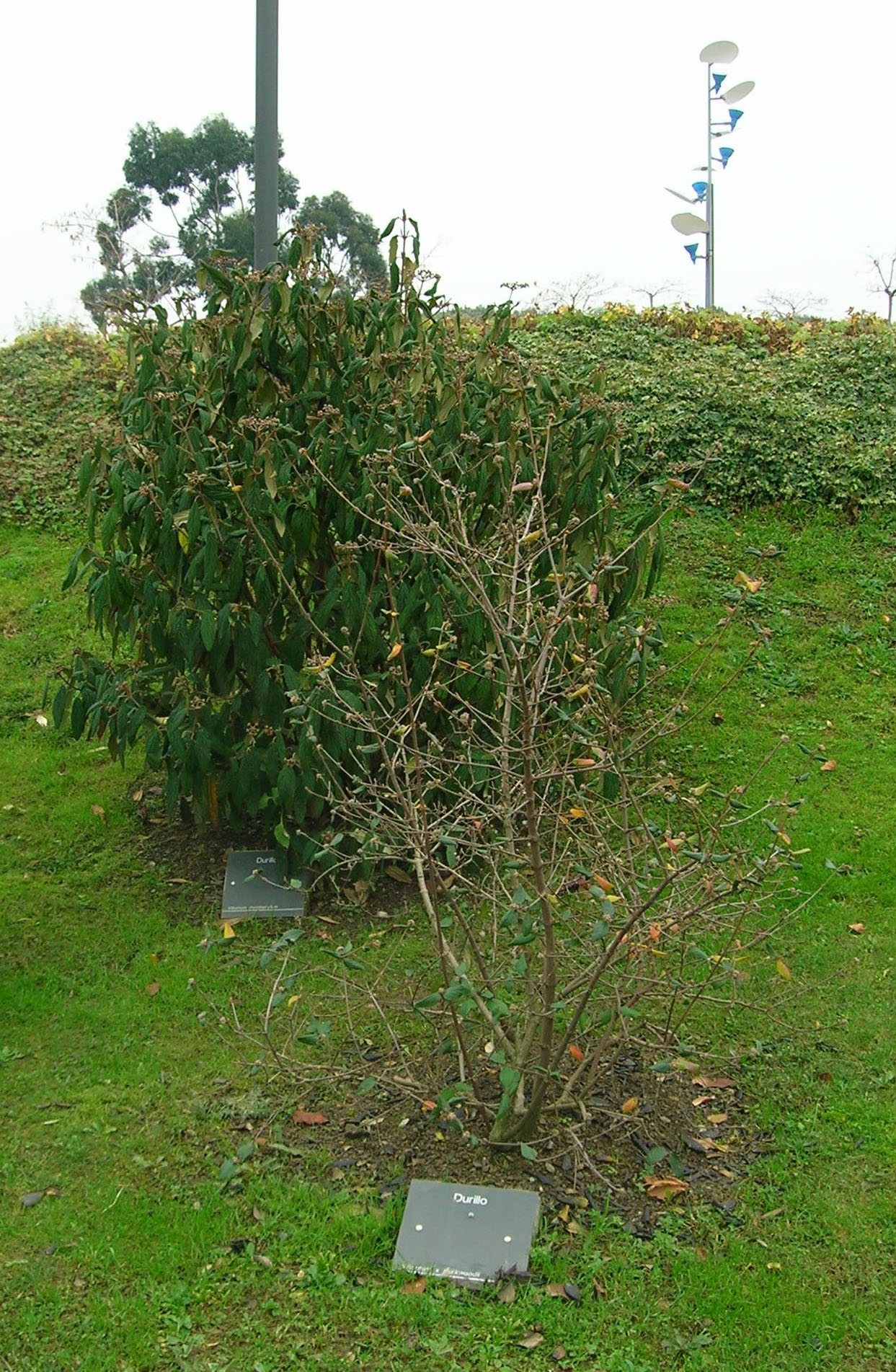
Durillo (Viburnum), en el Jardín Botánico de Baracaldo.

Colecciones de plantas de la zona mediterránea y de la zona Atlántica
Las plantas, árboles y arbustos se encuentran agrupados de forma temática: 
- Según las estaciones del año.
- Su procedencia
- Especies singulares.

### Árboles, Plantas y Arbustos
- Abelia sp./ Abelia
- Abies pinsapo Boiss./ Pinsapo
- Acacia dealbata Link/ Mimosa
- Acacia retinoides Schltdl./ Acacia amarilla
- Acanthus mollis L./ Acanto
- Acca sellowiana (O.Berg) Burret/ Guayabo
- Acer negundo/ Arce negudo plateado
- Acer palmatum f. atropupureum/Arce japonés púrpura
- Acer palmatum var. Dissectum/ Arce japonés de hoja estrecha
- Acer saccharinum L./ Arce plateado
- Acer shirasawanum Koidz./ Árbol de luna llena
- Actinidia deliciosa (A. Chev.) C.F.Liang & A.R.Ferguson/ Kiwi
- Aesculus hippocastanum L./ Castaño de Indias blanco
- Aesculus × carnea var. briotii Bean/ Castaño de Indias rojo
- Agave sp./ Agave
- Agapanthus sp./ Agapanto
- Ailanthus altissima (Mill.) Swingle/ Ailanto
- Albizia julibrissin Durazz./ Acacia de constantinopla
- Alnus glutinosa (L.) Gaertn./ Aliso común
- Aloe ferox Mill./ Aloe feroz
- Arbutus unedo L./ Madroño
- Bambu / Bambú
- Berberis darwini Hook./ Agracejo
- Betula pendula Roth./ Abedul
- Brugmansia sp./ Árbol de las trompetas
- Buddleja davidii Franch./ Lila
- glabra sanderiana Bosschere/ Buganvilla
- Buxus sempervirens L./ Boj
- Callistemon citrinus (Curtis) Skeels/ Árbol del cepillo
- Calluna vulgaris (L.) Hull/ Brezo
- Canna indica L. / Caña de Indias
- Callistemon citrinus/ Callistemon
- Canna indica/ Caña de las indias
- Castanea sativa Mill./ Castaño
- Carpinus betulus L./ Carpe blanco
- Cedrus atlantica var. pendula (Carrière) Carrière/ Cedro del Atlas péndulo
- Cedrus atlantica (Endl.) Manetti ex Carrière)/ Cedro del Atlas
- Cedrus deodara (Roxb. ex D.Don) G.Don./ Cedro del Himalaya
- Cerasifera atropurpurea/ Ciruelo rojo
- Cercis siliquastrum L./ Árbol del amor
- Cercis siliquatrum alba/ Árbol del amor
- Cestrum nocturnum L./ Dama de noche
- camphora (L.) J.Presl./ Alcanforero
- Citrus x aurantium L./ Naranjo amargo
- Citrus × microcarpa Bunge./ Calamondina
- Citrus paradisi Macfad./ Pomelo
- Citrus trifoliata L./ Naranjo trifoliado
- Citrus x limon (L.) Burm.fil./ Limonero
- Cordyline australis (G.Forst.) Endl./ Cordiline de Nueva Zelanda
- Coronilla valentina subsp. glauca (L.) Batt./ Coronilla valentina
- Corylus avellana L. Contorta/ Avellano tortuoso
- Corylus maxima f. atropurpurea Dochnahl/ Avellano rojo
- Cotinus coggygria Scop./ Árbol de las pelucas
- Crataegus laevigata ”Paul´s scarlet”/ Espino de flores rojas
- Cycas revoluta/ Sagu del Japón
- Cydonia oblonga Mill./ Membrillo
- Cyperus papyrus L./ Papiro
- Cyphomandra betacea (Cav.) Sendtn/ Árbol de los tomates
- Davidia involucrata Baill./ Árbol de los pañuelos
- Deutziza scabra Thunb./ Deutzia
- Dracaena Draco L./ Drago
- Echium sp/ Viborera
- Elaeagnus angustifolia L. / Árbol del paraíso
- Eriobotrya japonica (Thunb.) Lindl./ Níspero Japonés
- Erythrina crista-galli L./ Ceibo
- Eucalyptus globulus Labill./ Eucalipto
- Euphorbia characias L./ Lechetrezna macho
- Fagus grandifolia Ehrh. /Haya roja americana
- Fagus sylvatica L./ Haya
- Fagus sylvatica var. pendula (Lodd.) Loudon/ Haya llorona
- Fagus sylvatica purpurea (Aiton) Dippel/ Haya purpúrea
- Fatsia japonica (Thunb.) Decne & Planch/ Aralia
- Ficus carica L./ Higuera
- Fortunella sp./ Naranjo chino
- Fothergilla major Lodd./ Fothergilla
- Fraxinus excelsior L./ Fresno
- Fuchsia magellanica Lam./ Pendientes de la reina
- Hedera helix L./ Hiedra
- Hydrangea sp./ Hortensia
- Hydrangea petiolaris Siebold & Zucc./ Hortensia trepadora
- Gleditsia triacanthos L./ Acacia de tres espinas
- Ginkgo biloba L./ Ginkgo
- Ilex aquifolium L./ Acebo
- Ilex corneta Lindl. & Paxton/ Acebo chino
- Jasminum officinale L./ Jazmín común
- Juglans regia L./ Nogal
- Juniperus communis L./ Enebro
- Lagerstroemia indica L./ Árbol de Júpiter
- Lagerstroemia indica var. albaRam Goyena/ Árbol de Júpiter
- Laurus L./ Laurel
- Lavandula sp./ Lavanda
- Ligustrum ovalifolium Hasssk./ Aligustre de Japón
- Liquidambar styraciflua L./ Liquidámbar
- Magnolia grandiflora L./ Magnolia
- Magnolia liliiflora Desr./ Magnolia lirio
- Magnolia stellata (Siebold & Zucc.) Maxim./ Magnolia estrellada
- Magnolia × soulangeana Soul. Bod./ Magnolia de soulange
- Malus domestica Borkh./ Manzano
- Malus floribunda everest Van Houtte./ Manzano japonés
- Metasequoia glyptostroboides Hu&W.C.Cheng/ Falsa secuoya
- Morus nigra L./ Morera negra
- Narcissus sp./ Narciso
- Nerium oleander L./ Adelfa
- Mespilus germanica L./ Mizpirondoa/ Níspero común
- Nyssa sylvatica Marshall/ Tupelo
- Olea europaea L./ Olibondoa/ Olivo
- Paeonia sp./ Peonia
- Passiflora sp./ Pasio-lorea/ Flor de la pasión
- Phoenix canariensis Chabaud/ Palmera de canarias
- Phoenix dactylifera L./ Palmera datilera
- Phormium sp./ Formio
- Photinia sp./ Fotinia
- Picea abies (L.) Karst./ Abeto rojo
- Picea pugens/ Picea azul
- Pinus pinaster Aiton/ Pino marítimo
- Pinus halepensis Mill./ Pino carrasco
- Pittosporum tenuifolium Banks & Sol. ex Gaertn./ Pitosporo de hojas tenues
- Platanus x hispanica Mill. ex Münch/ Plátano de sombra
- Prunus avium L./ Cerezo silvestre
- Prunus domestica/ Ciruelo
- Prunus dulcis/ Almendro
- Prunus laurocerasus L./ Laurel cerezo
- Prunus lusitanica L./ Laurel portugués
- Prunus spinosa L./ Espino negro
- Punnica granalum L./ Granado
- Pyracantha coccinea M. Roem./ Espino de fuego
- Pyrus calleryana “Chanticleer”/ Peral de Callery
- Pyrus communis/ Peral
- Quercus ilex/ Encina
- Quercus robur L./ Roble común
- Quercus rubra/ Roble americano
- Quercus suber/ Alcornoque
- Quercus x cerrioides Willk. & Costa/ Roble cerrioide
- Rhus typhina L./ Zumaque de Virginia
- Ricinus communis L./ Ricino
- Rubus sp./ Zarzamora
- Ruscus aculeatus L./ Rusco
- Salix babylonica/ Sauce llorón
- Salix caprea L./ Sauce cabruno
- Salix matsudana Koidz./ Sauce tortuoso
- Salvia rosmarinus Spenn./ Romero
- Schinus molle L./ Falso pimentero
- Sophora japonica L./ Sófora
- Strelitzia reginae Banks/ Ave del paraíso
- Styphnolobium japonicum L./ Acacia de Japón
- Tamarix sp./ Tamariz
- Taxodium distichum (L.) Rich./ Ciprés de los pantanos
- Taxus baccata L./ Tejo
- Taxus baccata f. aurea (J.Nelson) Pilg./ Tejo
- Teucrium fruticans L./ Olivilla
- Thuja L./ Tuya
- Tilia platyphyllos Scop./ Tilo
- Tipuana tipu (Benth.) Kuntze/ Tipuana
- Trachycarpus sp./ Palmito elevado
- Ulmus sp./ Olmo
- Viburnum opulus L./ Sauquillo
- Viburnum plicatum/ Viburno de China
- Viburnum rhytidophyllum Hemsl./ Viburno de hoja rizada
- Viburnum tinus/ Durillo
- Vitis vinifera/ Vid
- Washingtonia filifera (Linden ex André) H.Wendl. ex de Bary/ Washingtonia
- Wisteria sinensis (Sims) Sweet/ Glicinia
- Yucca filamentosa L./ Yuca
- Zantedeschia aethiopica (L.) Sprengel/ Cala
- Ziziphus jujuba Mill./ Azufaifo
- Rosa spp./ Rosas de invierno
- Rosa spp./ Rosas de verano

## Entradas

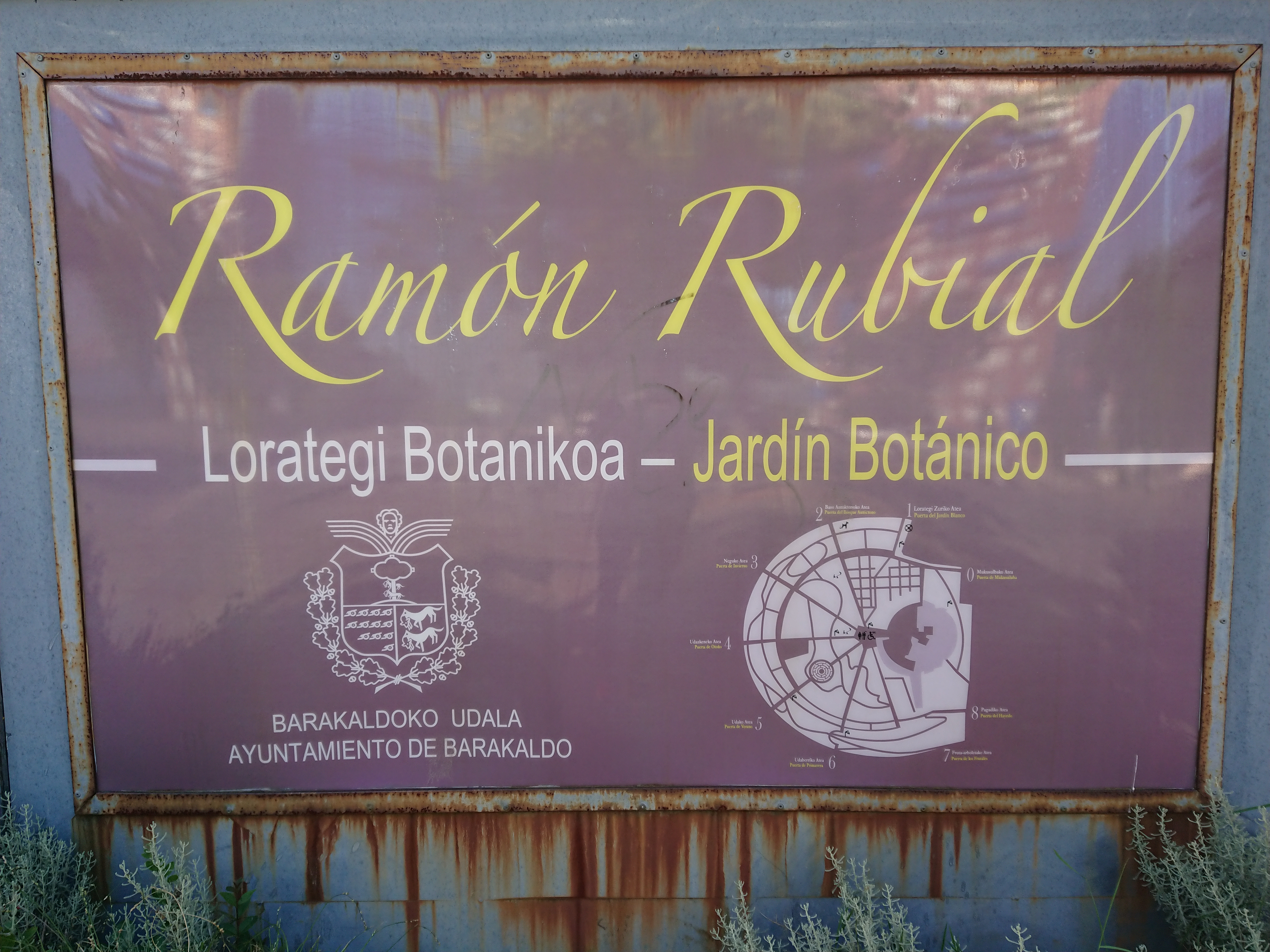
Cartel Jardín Botánico

- Cartel Jardín Botánico 0 Puerta de Mukusuluba
- 1 Puerta del Jardín Blanco
- 2 Puerta del Bosque Autóctono
- 3 Puerta de Invierno
- 4 Puerta de Otoño
- 5 Puerta de Verano
- 6 Puerta de Primavera
- 7 Puerta de los Frutales
- 8 Puerta del Hayedo

## Lago Central
Un Lago con surtidores refresca el ambiente en el punto más alto del parque

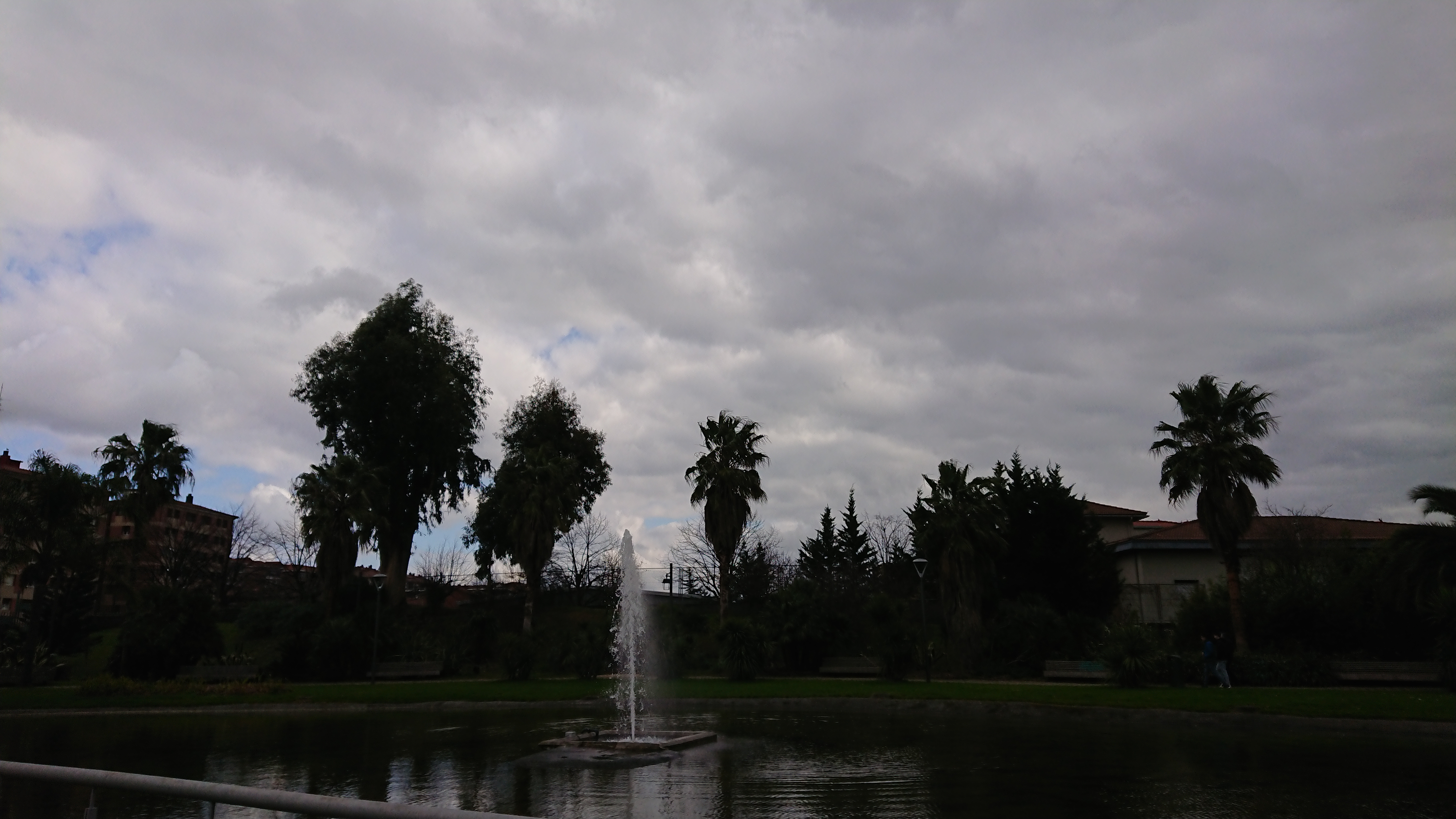
Jardín Acuático

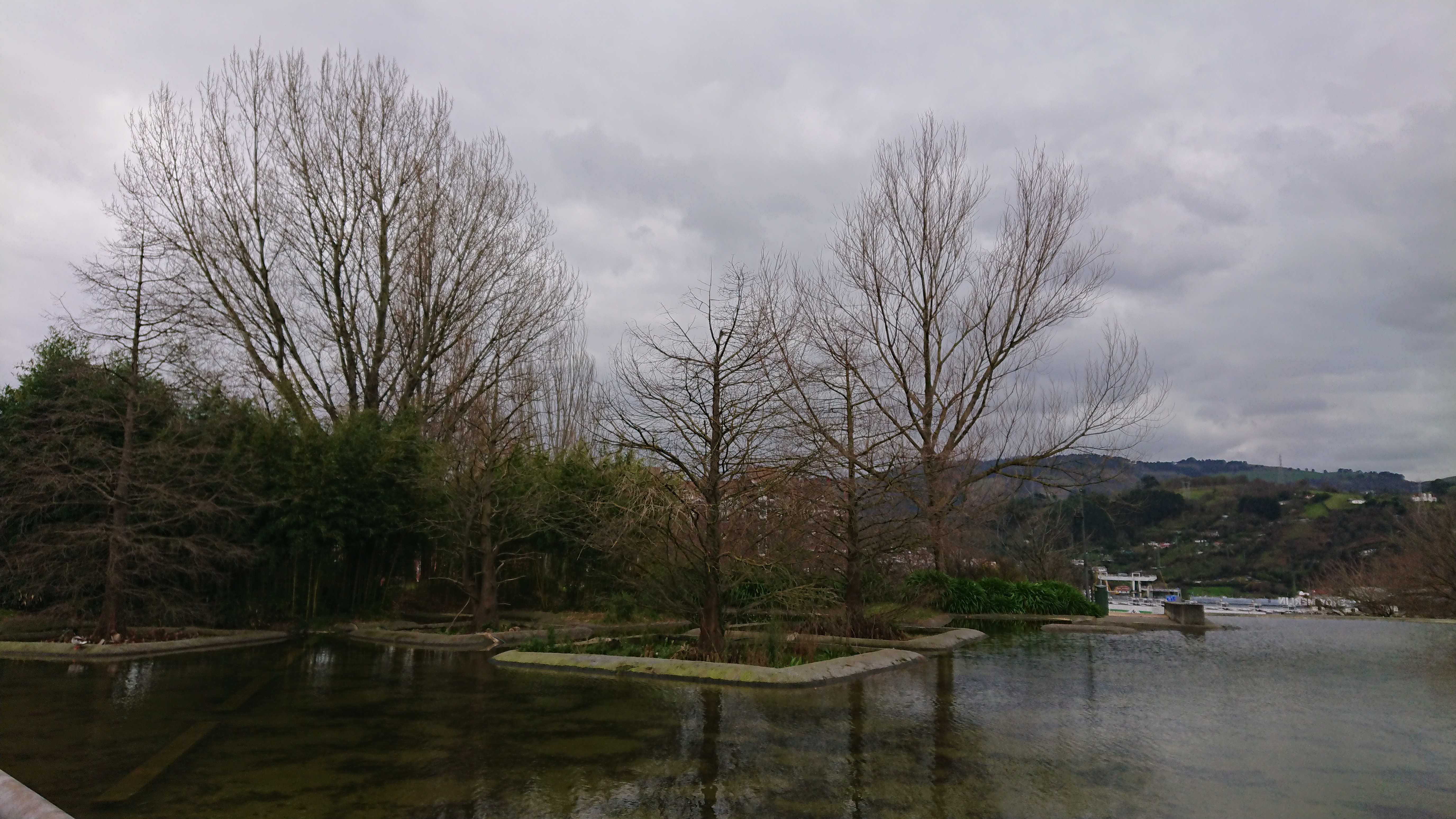
26 de febrero de 2023

## Equipamientos

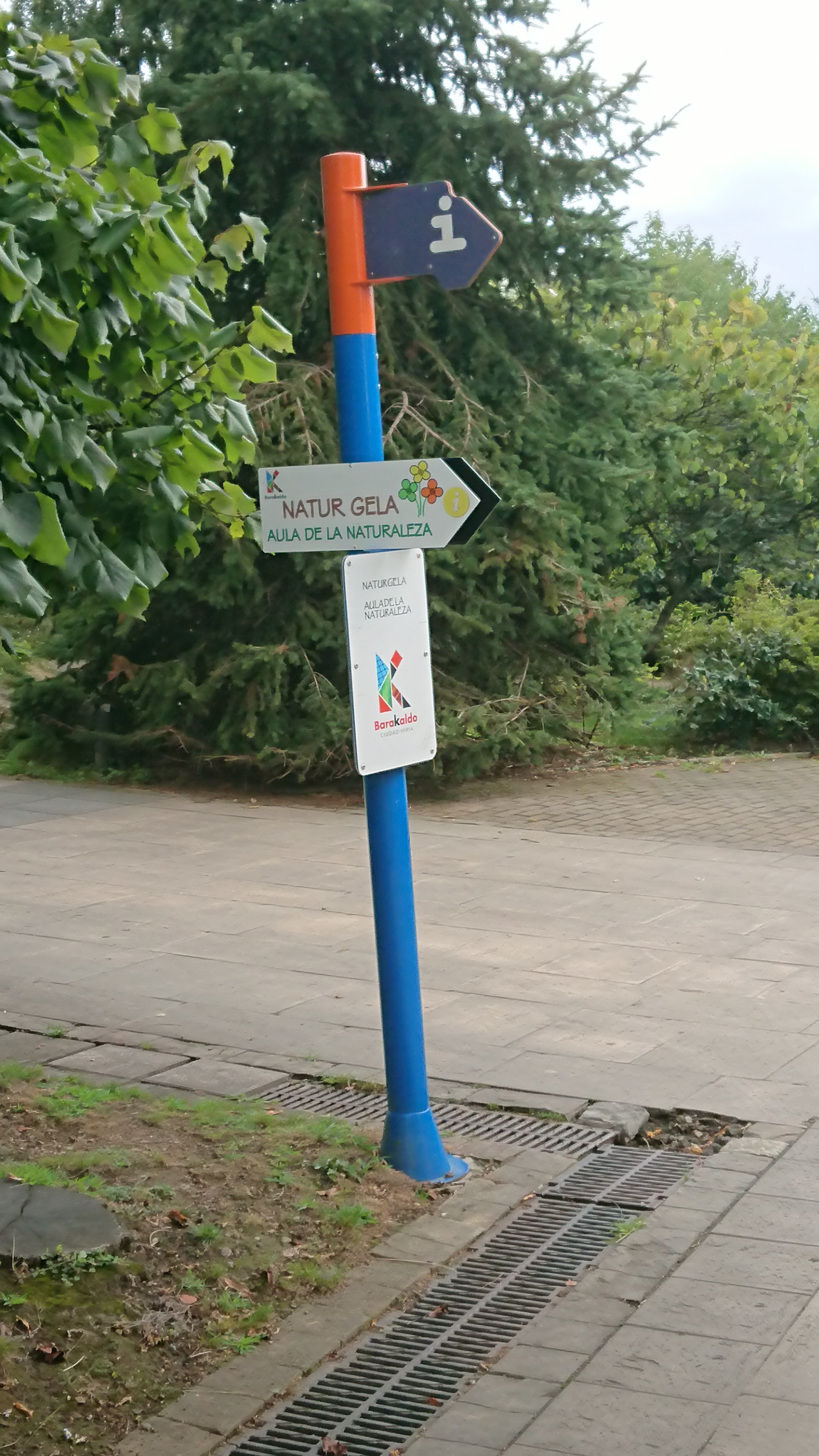
Panel Información Natur Gela

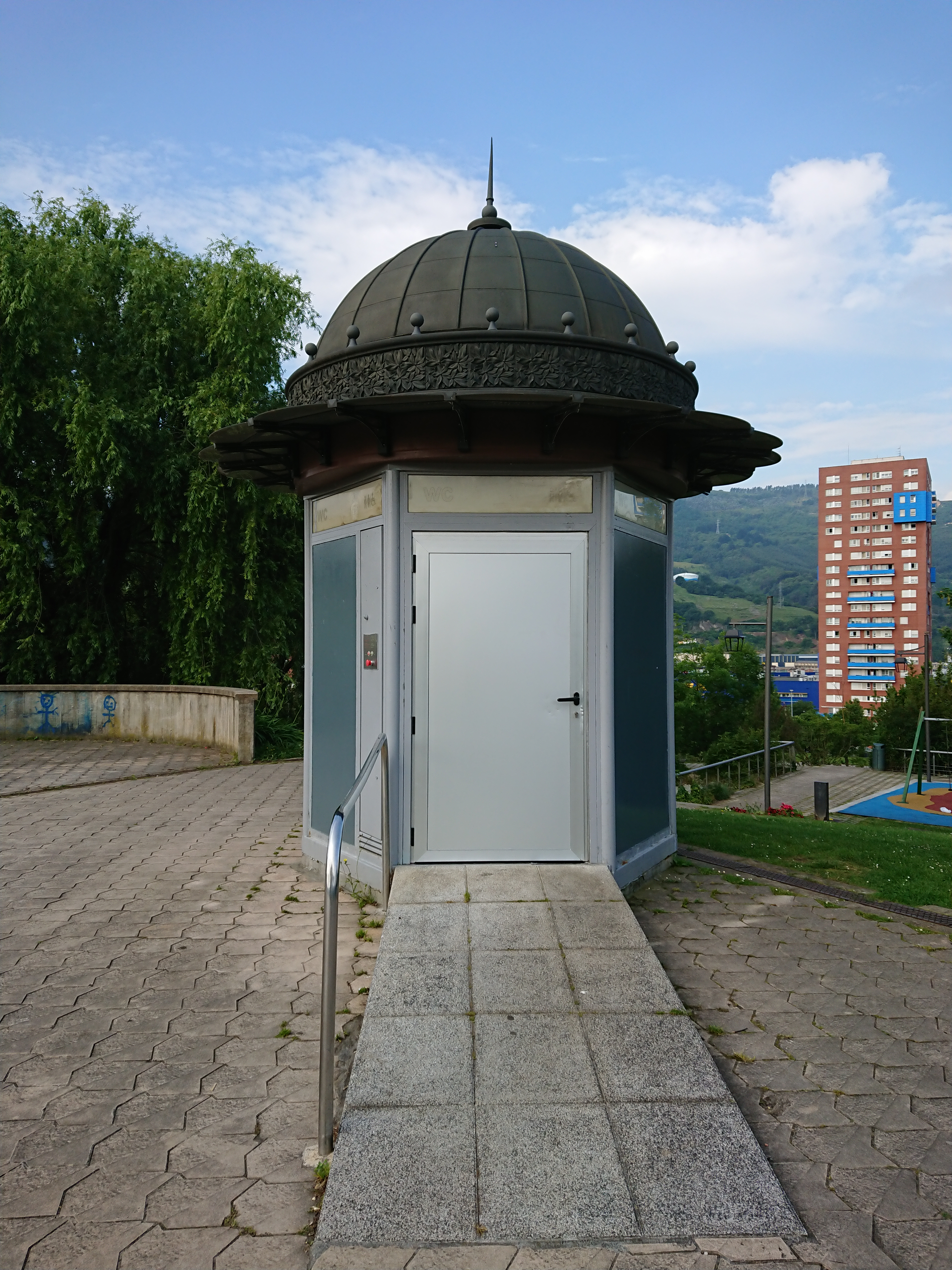
Aseos

- Punto de Información
- Aula de la Naturaleza
- Fuentes
- Aseos
- Juegos Infantiles
- Pipi-can

## Propuesta de recorridos
- Paseo de las estaciones 1.150 m
- Paseo de las sorpresas 1.130 m
- Paseo del lago 500 m